# Dávid Ridley-Kohne

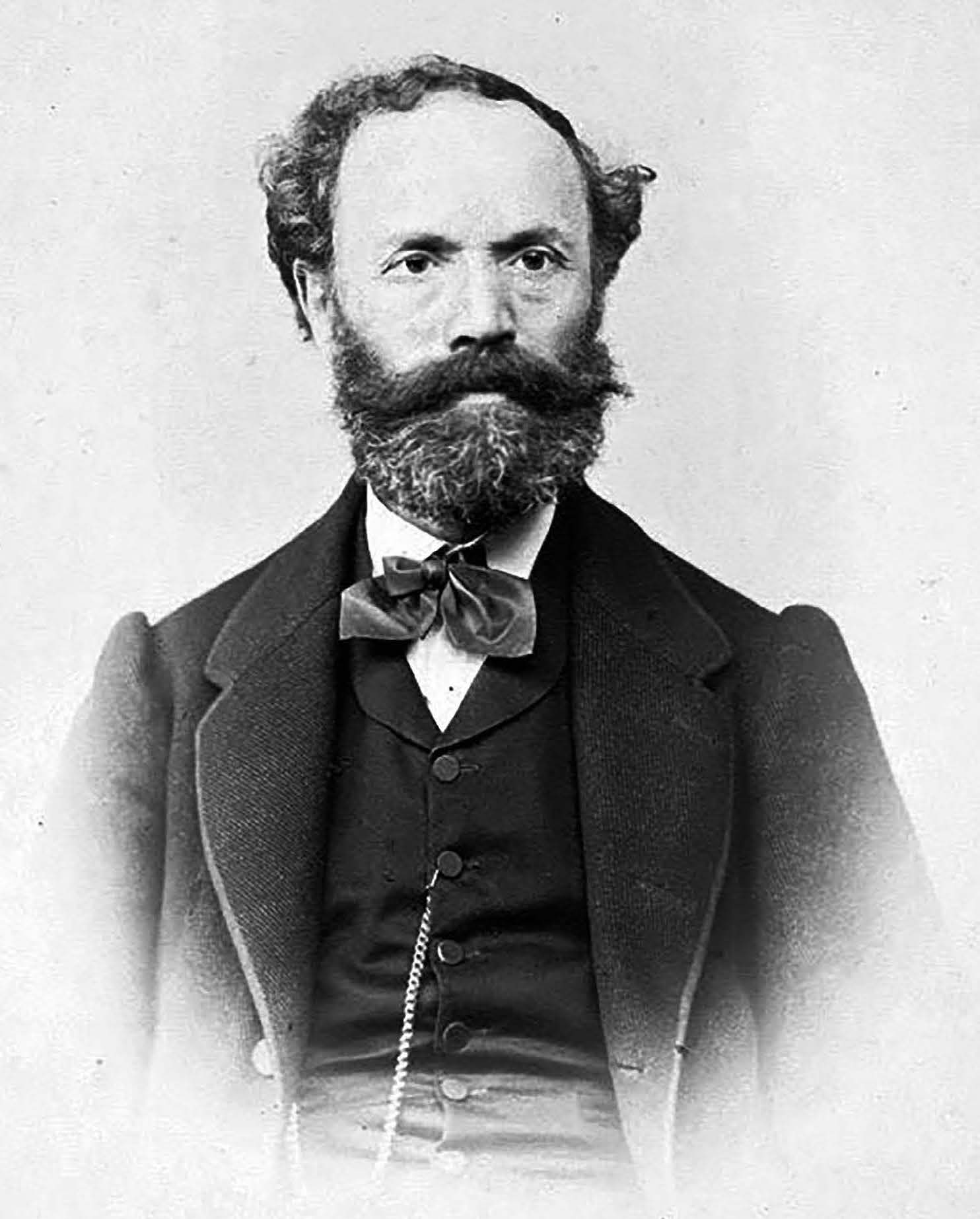
Dávid Ridley-Kohne (1850)

Dávid Ridley-Kohne (* 5. April 1812 in Veszprém; † 11. Dezember 1892 in Maglód) war ein ungarischer Geiger, Komponist, Konzertmeister und Musikpädagoge. Er war über fünf Jahrzehnte hinweg eine zentrale Figur des ungarischen Musiklebens des 19. Jahrhunderts, insbesondere als Konzertmeister des Nationaltheaters in Pest, Lehrer an der Musikschule der Pester Musikvereinigung sowie als Kammermusiker.

## Leben

### Frühe Jahre und Ausbildung
Ridley-Kohne wurde als Dávid Kohn geboren. Er zeigte früh musikalisches Talent und erhielt seinen ersten Unterricht bei Ignác Ruzitska, dem Domkapellmeister von Veszprém. Bereits mit etwa zwölf Jahren trat er öffentlich auf.
Von 1833 bis 1836 studierte er an der Gesellschaft der Musikfreunde in Wien bei Joseph Böhm und Josef Hellmesberger. Beim Abschlusskonzert spielte er das Violinsolo aus der Ouvertüre zu Das Nachtlager in Granada von Conradin Kreutzer.

### Karriere als Konzertgeiger
Nach seinem Studium spielte er zunächst im Orchester des Theaters in der Josefstadt, später im k.k. Hoftheater in Wien. Ab 1838 trat er regelmäßig in Ungarn auf, unter anderem in Balatonfüred, Kassa, Eperjes und Pest.
Ab 1839 war er erster Geiger und Kapellmeister am Pester Ungarischen Theater (später Nationaltheater), wo er fast 30 Jahre lang tätig blieb. Gemeinsam mit Ferenc Erkel spielte er eine bedeutende Rolle beim Aufbau des Musiklebens in der Hauptstadt.
1853 war er Mitbegründer der Ungarischen Philharmonischen Gesellschaft. Hector Berlioz erwähnte ihn lobend in seinen Mémoires und begegnete ihm 1846 in Pest.

### Konzertreisen (1843–1845)
Angeregt durch den belgischen Geiger Henri Vieuxtemps unternahm Ridley-Kohne mehrere Konzertreisen nach Transsilvanien, Venedig, Paris und London. In Paris trat er unter anderem vor König Louis-Philippe auf und erhielt Anerkennung von Frédéric Chopin, Hector Berlioz und George Onslow.

## Musikpädagoge
Ab 1850 war er erster Violinlehrer an der Musikschule des Pester Gesangsvereins (heute Béla-Bartók-Konservatorium). Zu seinen Schülern gehörten:
- Leopold Auer, später Professor in St. Petersburg
- Edmund Singer, Hofkonzertmeister in Weimar und Stuttgart
- Alois Gobbi, Konzertmeister der Budapester Oper
- Viktor Herzfeld, Professor an der Königlich-Ungarischen Musikakademie
- Vilmos Grünfeld, Professor an der Königlich-Ungarischen Musikakademie

Ab 1871 leitete er die Geigenabteilung der Musikschule in Debrecen, wo auch seine Frau Emilie Mazel (die Schülerin Vicenzo Bellinis war) Gesangsunterricht gab. Ab 1876 lebte er wieder in Budapest und unterrichtete privat. 1886 wurde er kurzfristig als Ersatzlehrer an die Musikakademie berufen.

## Kompositionen
Ridley-Kohne komponierte vor allem für Violine:
- Concerto A‑Dur für vier Violinen und Orchester. Pest, K. Kugler, August 1867.
- „Éljen!“ Csárdás — Variationen für Violine mit Klavierbegleitung (gewidmet an Ferenc Erkel). Pest, Rózsavölgyi & Cie., 1852.
- Souvenir de Venise, Op. 6 — 3 Salonstücke für Violine und Klavier (gewidmet an seine Ehefrau Emilie Ridley-Kohne, geb. Mazel). Wien, Spina, 1853.
- Dernière pensée musicale (Letzter musikalischer Gedanke) — Variationen über ein Thema von Carl Maria von Weber für Violine und Klavier, Wien, Spina, April 1862.
- Ungarische Krönungs-Fantasie (Magyar koronázási fantázia) – für Violine und Klavier, Wien, Spina, April 1868.
- Drei ungarische Fantasien (Nr. 1 für Violoncello, Nr. 2 für Flöte, Op. –). Pest, Táborszky & P., 1872–73.
- Elegie cis‑Moll — für Violine und Klavier, (gewidmet an die Gräfin Leo Festetics), Budapest, Rozsavölgyi & Co., 1878.
- Éolienne G‑Dur — für Violine und Klavier, (gewidmet an Emma Szabó), Budapest, Rózsavölgyi, ca. 1878.

## Namensvarianten
1844 ließ er sich protestantisch taufen und nahm den Namen „Kohn Ridley-János-Dávid“ an – „Ridley“ stammte von seinem Paten Ridley Haim Herschell. Später wählte er den Künstlernamen Ridley-Kohne. In verschiedenen Quellen erscheint er auch unter den Vornamen Dávid, Dániel, János, Rudolf oder Rezső. Diese Inkonsistenzen führten zu wiederholten Verwechslungen.

## Tod
Ridley-Kohne starb am 11. Dezember 1892 in Maglód im Alter von 80 Jahren. Zeitgenössische Nachrufe bezeichneten ihn als den „Nestor der ungarischen Geiger“.